# Блуденц

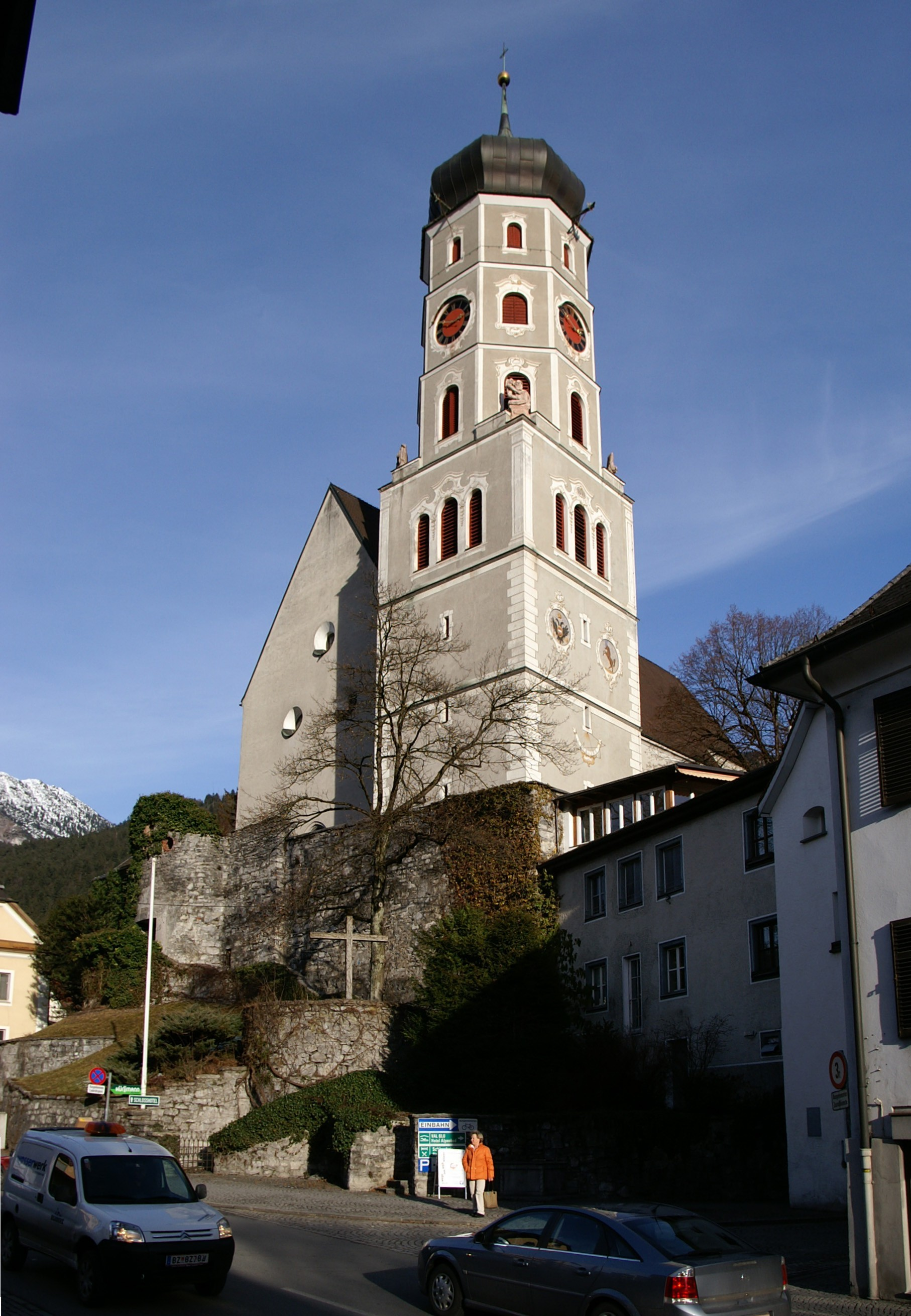
Церква Святого Лаврентія в Блуденці

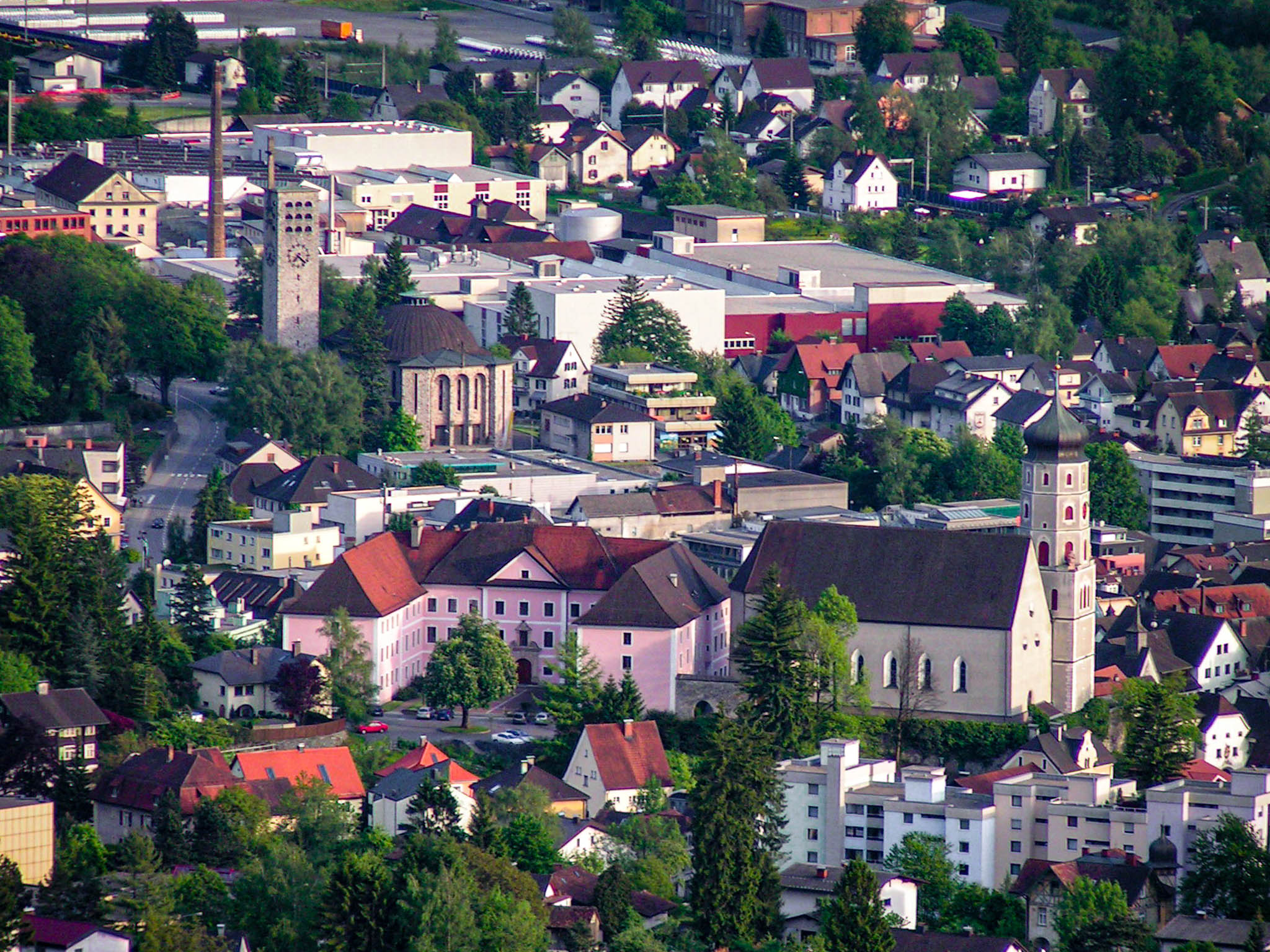
вид на місто

Блуденц (нім. Bludenz) — місто, курорт, окружний центр в Австрії, у федеральній землі Форарльберг.
Входить до складу округу Блуденц. Населення становить 14 397 мешканців (станом на 1 січня 2017 року). Займає площу 29,94 км².

## Історія
Археологічні знахідки вказують, що місцевість була заселена ще у бронзовій добі, це одне з найстаріших поселень даного регіону.
Перша згадка про місто належить до 830 року — воно зустрічається у каролінзьких реєстрах, називається також Плудено.
У період з 1098 по 1629 місто дев’ятнадцять разів пережило чуму, особливо страшними були епідемії у період з 1143 по 1591 роки.
1265 року поселення відновив рід Верденбергів, у 1274 році воно отримало статус міста.
Фрідріх IV після поразки в Аппенцельській війні втік без єдиної копійки до Арльбергу в Тіроль. 30 березня 1416 року дістався Блуденца й став стукати в браму, благаючи про притулок. Містяни впустили його.
У 1444 й 1491 роках місто пережило пожежі. Сильна пожежа 1 листопада 1638 знищила все місто

## Політична ситуація
Бургомістр комуни — Йозеф Катценмаєр (АНП) за результатами виборів 2005 року. 
Рада представників комуни (нім. Gemeinderat) складається з 33 місць.
- АНП займає 17 місць.
- СДПА займає 11 місць.
- місцевий блок: 4 місця.
- АПС займає 1 місце.